# Anoectochilus formosanus
Anoectochilus formosanus är en orkidéart som beskrevs av Bunzo Hayata. Anoectochilus formosanus ingår i släktet Anoectochilus och familjen orkidéer. Inga underarter finns listade i Catalogue of Life.